# Muhammad as-Senussi
Saíd Muhammad ar-Rida bin Saíd Hasan ar-Rida al-Mahdí as-Senussi (20. října 1962) je syn libyjského korunního prince Hasana Senúsího a korunní princezny Fawzíy. Narodil se v Tripolisu a libyjskými royalisty je považován za legitimního následníka libyjského trůnu a za hlavu dynastie Senussi. Společně s ním si částečný nárok činí jeho vzdálený příbuzný Idris al-Senussi.

## Životopis
Plukovník Muammar Kaddáfí vedl vojenský převrat, při kterém 1. září 1969 došlo ke svržení krále Idríse I., prastrýce Muhammad as-Senussi, a jeho otce, korunního prince. Kaddáfí nechal zadržet královskou rodinu a držel ji v domácím vězení. Roku 1982 byl jejich dům a zařízení domu zničeny a rodina byla nucena se uchýlit do chýše na pláži. V roce 1988 jim bylo umožněno emigrovat do Spojeného království.
Muhammad al-Senussi získal vzdělání v Británii. 18. června 1992 byl svým otcem, korunním princem, povolán k následnictví trůnu a k funkci hlavy rodu panovníků Libye.
Během povstání v Libyi 2011 as-Senussi veřejně promluvil na podporu protestujících. Vyjádřil svou soustrast s "hrdiny, kteří položili své životy, zabití brutálními Kaddáfího silami" a vyzval mezinárodní společenství k "okamžitému zastavení veškeré podpory diktátora." 24. února 2011 poskytl rozhovor televizi Al Jazeera English, ve kterém vyzval mezinárodní společenství, aby podpořilo odstavení Kaddáfího od moci a pomohlo tak zastavit stávající "masakr". Odmítl slova o občanské válce prohlášením: "Libyjský lid a národ dokázaly, že stojí pospolu". Na dotaz, jakou podobu by měla mít nová vláda, a zda by mohla být obnovena královská ústava z roku 1951, odpověděl, že takové otázky jsou "předčasné a jsou to otázky, o kterých rozhodne Libyjský lid", a dodal, že současnou prioritou je zastavení "zabíjení nevinných lidí". Na otázku ohledně jeho návratu do vlasti odpověděl: "rodina Senussi se stále považuje za služebníka Libyjského národa."
V srpnu 2011 prohlásil v rozhovoru pro německý týdeník Die Zeit, že je připraven sloužit své zemi, pokud si to její lid bude přát. „O tom, kdo po případném Kaddáfího pádu stane v čele země, musí rozhodnout její obyvatelé,“ uvedl a připomněl, že pro Libyi žádá demokratické uspořádání. O korunním princi spekulují někteří novináři jako o jedné z osob, které mají šanci promluvit do uspořádání nové Libye.

## Výroky
- Návrat monarchie do Libye není prioritou, avšak "OSN, jež schválila libyjskou ústavu po vyhlášení nezávislosti musí zasáhnout a obnovit ústavnost, zachovat svobodné volby a nechat národ, ať sám rozhodne jaký systém preferuje."[7]

- "Libyjský lid si zvolil pokojný odpor vůči tomuto režimu, do té doby, než zmizí z Libye a tito lidé se nevrátí do svých domovů, dokud nebude nastolena spravedlnost… [oni] pozvedli své hlasy v Benghází a Tripolisu a všech ostatních městech po celé Libyi. Pozvedli hlas, aby je celý svět slyšel… Jeho [Kaddáfího] odpor a boj za udržení u moci nebude trvat dlouho, protože libyjský lid národ touží po svobodě. Jeho velká lidová revoluce nakonec nebude vítězná, protože libyjský lid je jednotný."[8]